# Рор-ін-Нідербаєрн
Рор-ін-Нідербаєрн (нім. Rohr in Niederbayern) — громада в Німеччині, знаходиться в землі Баварія. Підпорядковується адміністративному округу Нижня Баварія. Входить до складу району Кельгайм.
Площа — 54,16 км2. Населення становить 3334 ос. (станом на 31 грудня 2020).